# Liste des ministres plénipotentiaires des Pays-Bas autrichiens
Pour un article plus général, voir Ministre plénipotentiaire.
Les ministres plénipotentiaires des Pays-Bas autrichiens :
- - 1716 : le comte Joseph Lothar von Königsegg-Rothenfels[note 1]
- Charles VI (1712-1740)
  - 1716-1724 : Hercule-Louis Turinetti, marquis de Prié
  - 1725-1725 : Wirich, comte de Daun
  - 1726-1732 : le comte Giulio de Visconti
  - 1732-1743 : Friedrich August, comte de Harrach-Rohrau
- Marie-Thérèse (1740-1780)
  - 1732-1743 : Friedrich August, comte de Harrach-Rohrau
  - 1743-1744 : Charles-Ferdinand, comte de Königsegg-Erps
  - 1744-1746 : Wenzel Anton, comte de Kaunitz-Rietberg
  - 1748-1749 : Charles, comte de Batthyany
  - 1749-1753 : Antoniotto, marquis de Botta-Adorno
  - 1753-1770 : Charles, comte de Cobenzl
  - 1770-1783 : Georg Adam, prince de Starhemberg
- Joseph II (1780-1790)
  - 1770-1783 : Georges-Adam, prince de Starhemberg
  - 1783-1787 : le comte Louis de Barbiano et Belgiojoso
  - 1787-1787 : le comte Joseph Murray de Melgum
  - 1787-1789 : Ferdinand, comte de Trauttmansdorff
- Léopold II (1790-1792)
  - 1790-1791 : Florimond, comte de Mercy-Argenteau
  - 1791-1792 : le comte de Metternich-Winnembourg[note 2],
- Première occupation française (1792-1793)
- François II (1792-1794)
  - 1793-1794 : le comte de Metternich-Winnembourg